# ماگرویا
ماگرویا (سامی شمالی: Máhkarávju) یک جزیره بزرگ در شمال کشور نروژ است که دارای ۳۰ کیلومتر طول، ۳۵ کیلومتر عرض و ۴۳۶٫۴ کیلومتر مربع مساحت است.
این جزیره که ۳۲۰۱ نفر جمعیت دارد، دماغه شمالی و نردکپ که شمالی‌ترین شهر اروپا محسوب می‌شوند در شمال آن قرار دارند. باستان شناسان در جنوب ماگرویا شواهدی از سکونتگاه‌هایی با ۱۰۰۰۰ سال قدمت پیدا کرده‌اند.

## نگارخانه

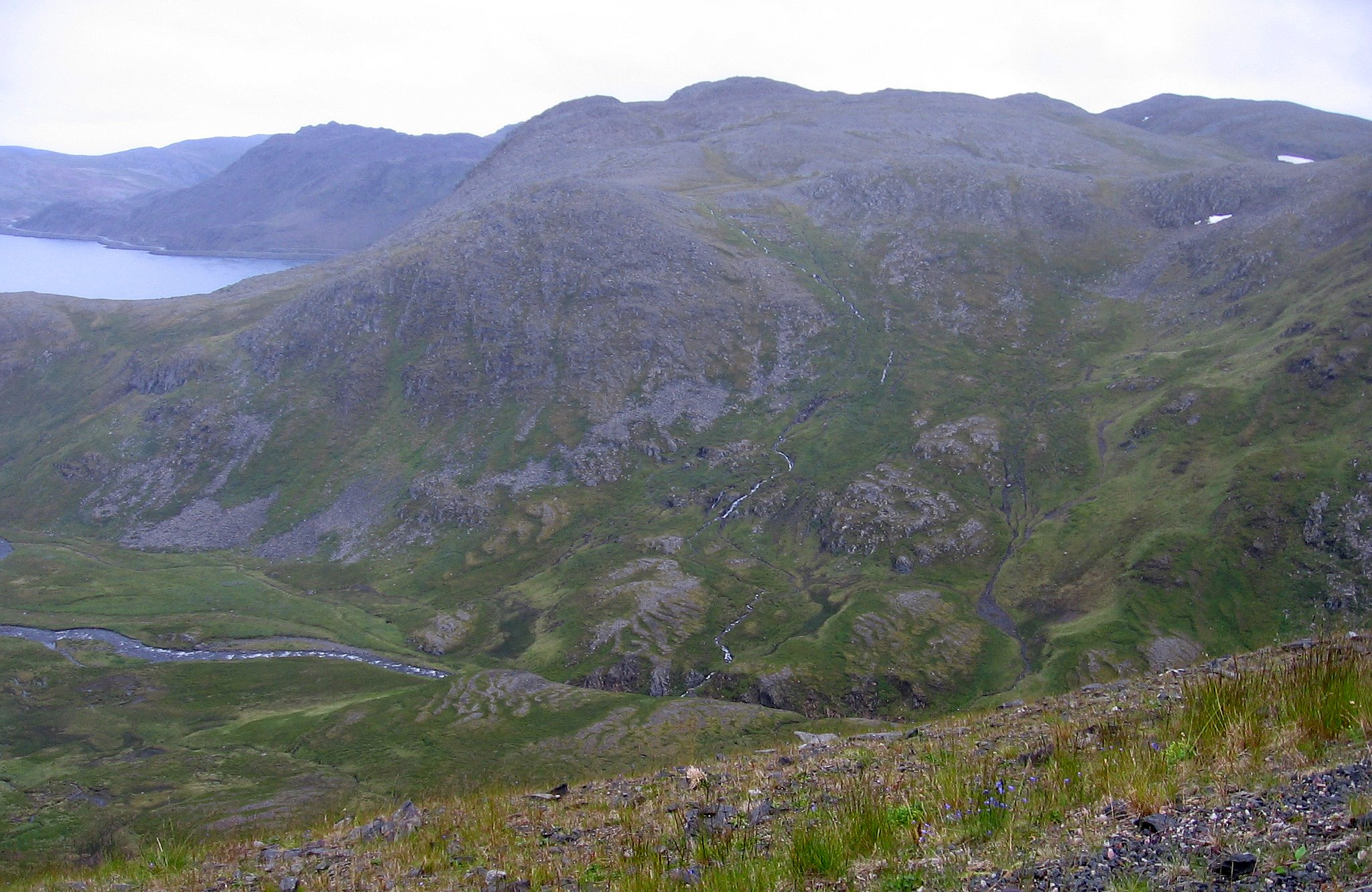
View from  E۶۹
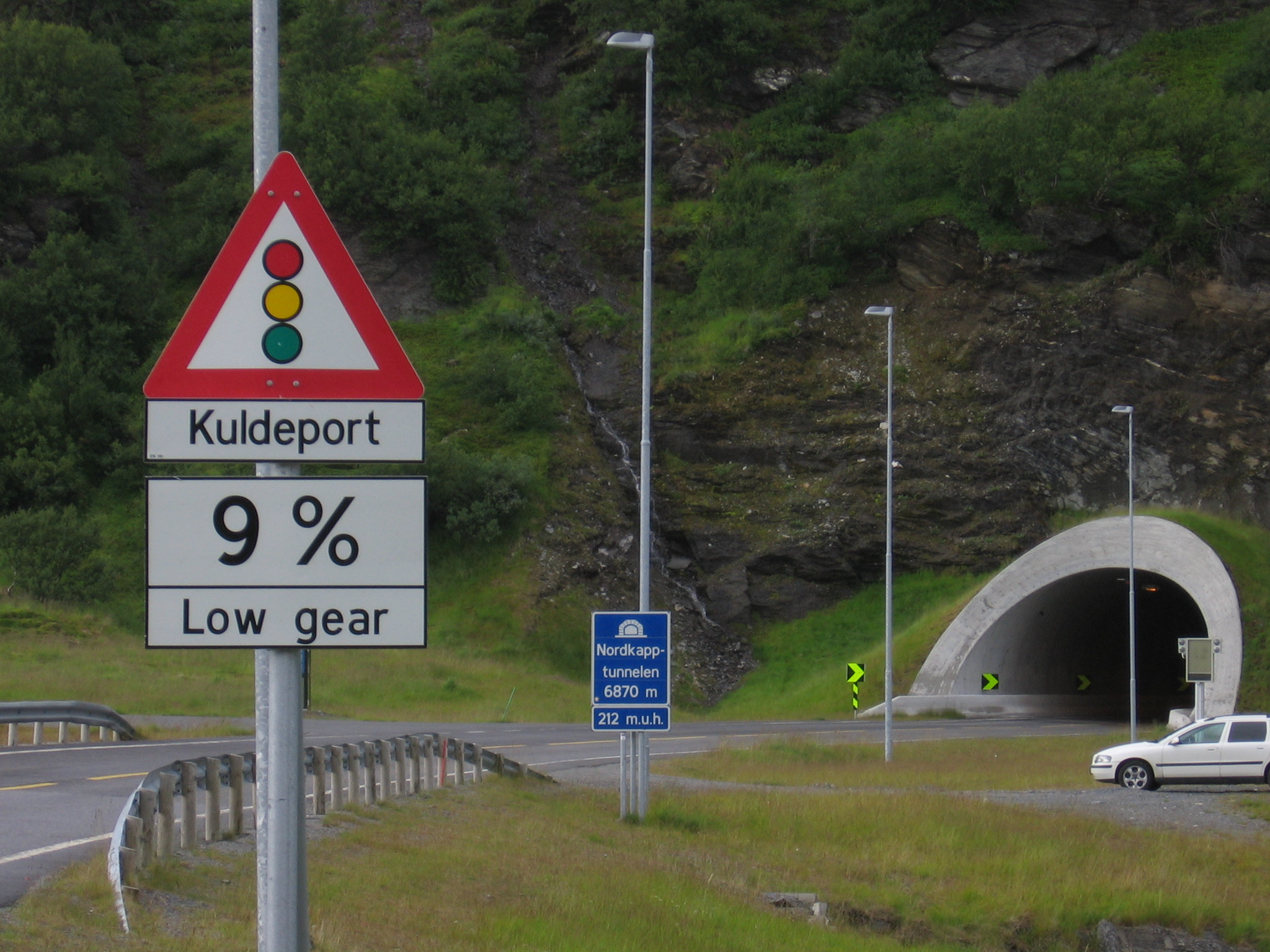
North Cape Tunnel entrance
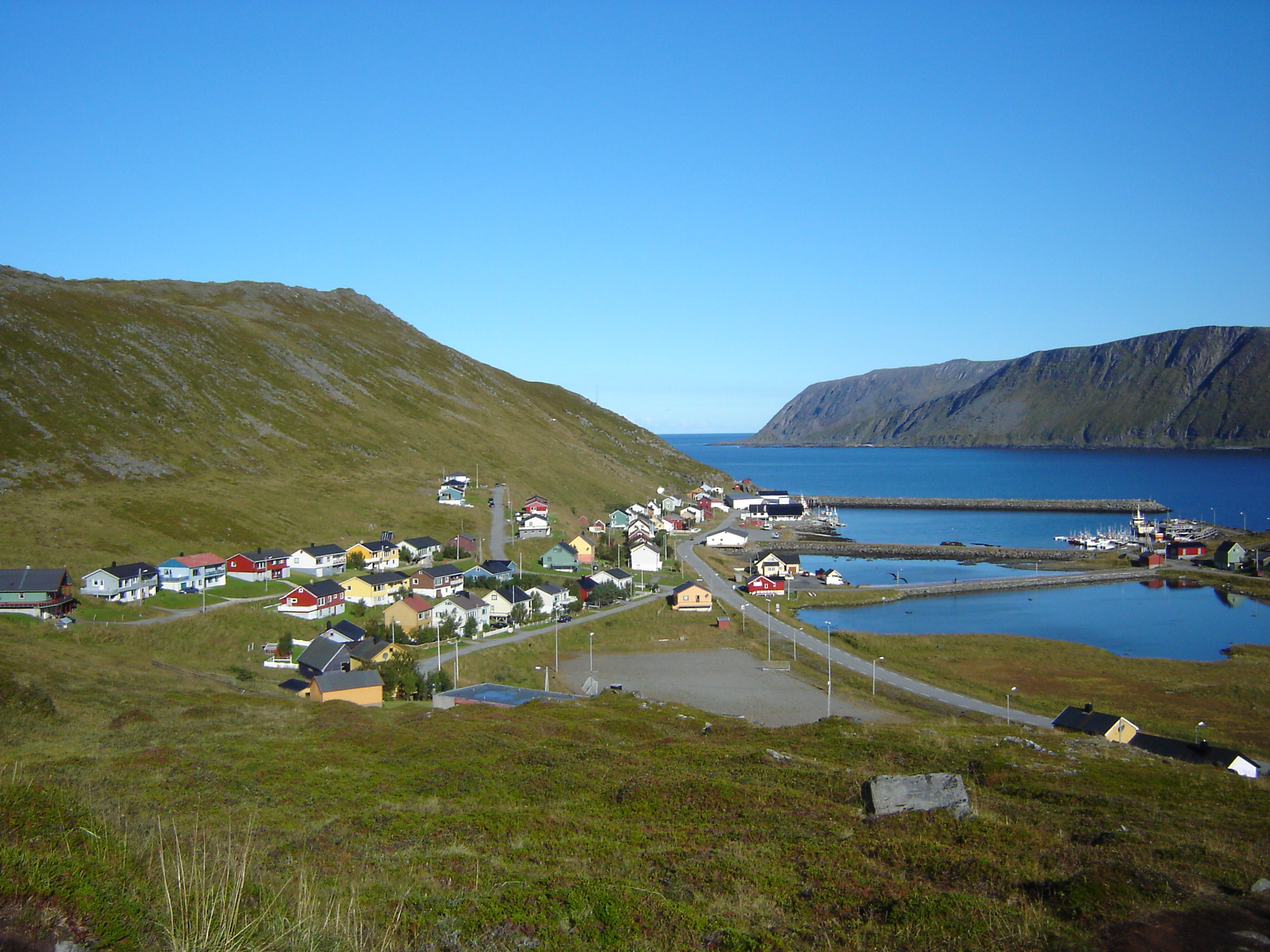
Skarsvåg village with some of the world's northernmost trees
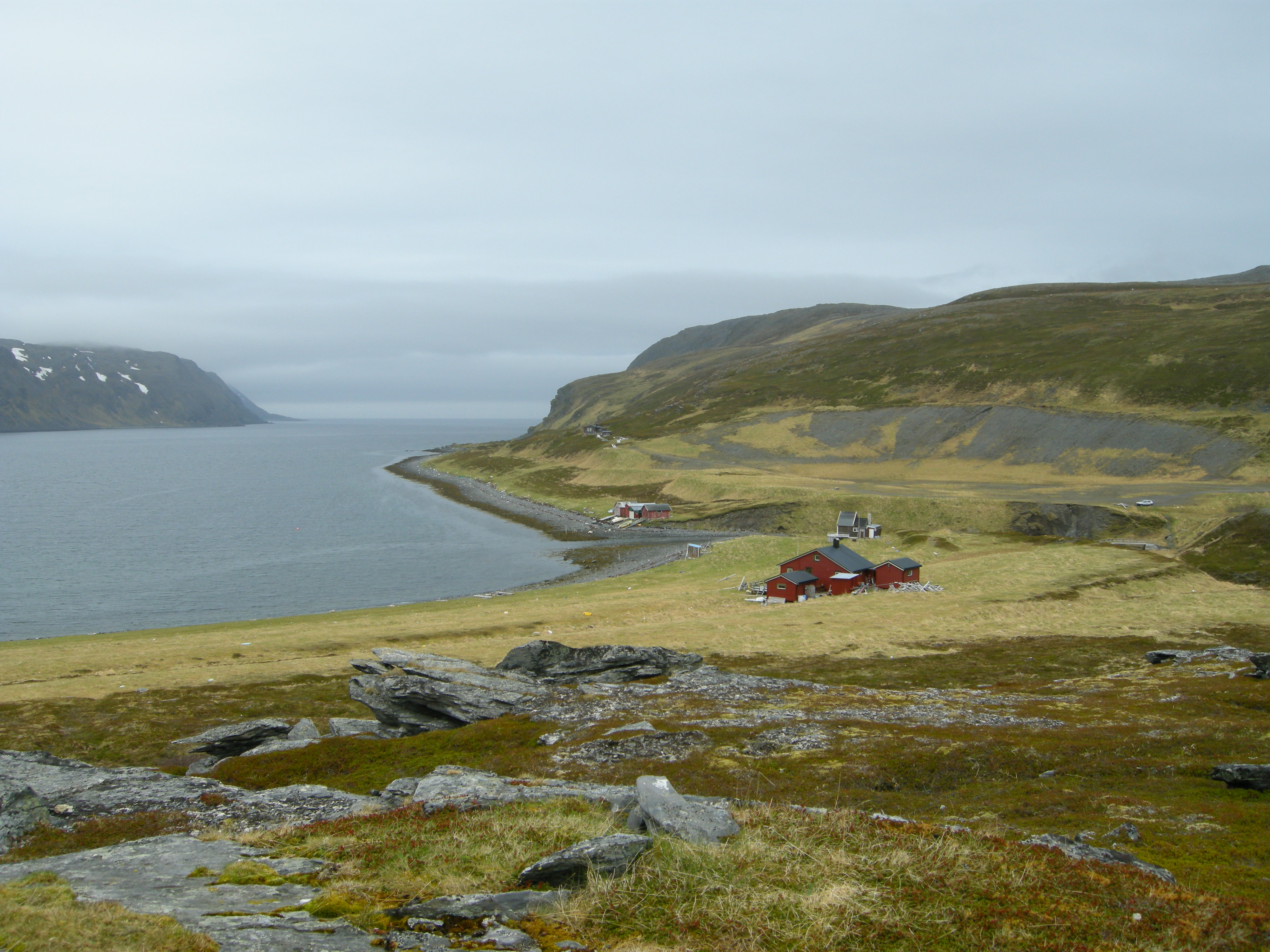
Tiny village of Tufjorden